# تامی کلوفتوس
تامی کلوفتوس (انگلیسی: Tommy Clufetos؛ زادهٔ ۳۰ دسامبر ۱۹۷۹) طبل‌زن اهل ایالات متحده آمریکا است.